# Scholpp
Die Scholpp Holding GmbH ist ein Dienstleister für die weltweite Verlagerung und Montage von Industrieanlagen.

## Geschichte
Im Jahr 1956 gründete Alfred Scholpp in Stuttgart das gleichnamige Transportgeschäft. In den 1970er-Jahren etablierte das Familienunternehmen seinen Montagebereich und entwickelte unter anderem die ersten Spezialhubgerüste für die Druckindustrie. Seit den frühen 1990er-Jahren wurden Niederlassungen und Tochtergesellschaften in der Volksrepublik China, Malaysia und Spanien gegründet. Unter der Marke TimeProfessionals wurde 2007 eine Zeitarbeitsfirma in Fulda gegründet.
In den Folgejahren kaufte Scholpp die SK Industrieservice GmbH, ein Serviceunternehmen für Kunststoffspritzgießmaschinen, im sächsischen Freital (2008) und integrierte den Industriemontagebereich der Grohmann ISM GmbH, Berlin (2011). 2012 beteiligte sich „Odewald und Compagnie“ am Konzern. Die Scholpp Dienstleistungsgruppe GmbH & Co. KG wurde zur Aktiengesellschaft umstrukturiert. Die in Oberhausen ansässige PTC PressEngineering GmbH wurde 2012 eine hundertprozentige Tochter von Scholpp. Durch den Erwerb der ProTec-Gruppe in Nürnberg und den Kauf des Teilbetriebes F.W. Neukirch Schwermontagen, Bremen, wuchs das Unternehmen 2014 noch einmal an.
2015 wurden die techno system GmbH und techno service GmbH als Dienstleister im Textilmaschinenbau in Nordhorn hinzugewonnen. Die Bratz Engineering GmbH mit Sitz in Wuppertal wurde ebenfalls integriert. 2017 erfolgte die Zusammenführung der zwei Gesellschaften zur Scholpp GmbH, zu der mehrere nationale und internationale Gesellschaften gehören. Betriebsstätten befinden sich in Deutschland in Berlin, Bremen, Chemnitz, Dresden, Erfurt, Hamburg, Leipzig, Nordhorn, Nürnberg und Stuttgart.